# Гидрокомплекс Клезон-Диксенс
Гидрокомплекс Клезон-Диксенс (фр. Cleuson-Dixence) — гидроэнергетический комплекс в бассейне реки Рона, включающий в себя несколько водохранилищ с плотинами, насосными станциями и деривационными гидроэлектростанциями. Расположен в кантоне Вале Швейцарии.

## Общие сведения
Основная плотина комплекса, Гранд-Диксенс (фр. Barrage de la Grande-Dixence), формирует водохранилище Дикс на реке Диксенс с наивысшей отметкой подъёма воды 2364 м НУМ, при которой объём водохранилища достигает 0,4 км³, а глубина — 284 м. Большинство воды поступает с окружающих ледников в период их активного таяния летом. Водохранилища гидрокомплекса достигают максимально высокой отметки воды в сентябре и минимального в апреле.
Гранд-Диксенс представляет собой бетонную гравитационную плотину высотой 285 м и длиной 700 м. Ширина плотины в основании составляет 200 м, по гребню — 15 м. Гребень плотины располагается на высоте 2365 м НУМ. Конструкция плотины содержит 6 млн м³ бетона. В фундаменте плотины и в местах её сопряжения со стенами ущелья производились дополнительные работы по гидроизоляции, глубина изолирующего слоя в основании достигает 200 м и 100 м по боковым склонам. Возведение плотины было начато в 1950 году и закончено в 1964, за год до официального окончания строительства.
Плотина Гранд-Диксенс располагается на небольшой реке Диксенс, деривация из других рек осуществляется посредством насосных станций и системы тоннелей общей длиной 100 км. Кроме естественного притока с окружающих ледников в окрестностях, вода поступает также с четырёх насосных станций (Z’Mutt, Stafel, Ferpècle и Arolla). Дополнительным источником служит водохранилище возле плотины Клезон (высота 87 м), которое удалено на 7 км в северо-западном направлении и уровень которого на 178 м ниже максимальной отметки озера Дикс (2186 м НУМ против 2364 м).
Вода из основного водохранилища используется четырьмя гидроэлектростанциями суммарной мощностью 2069 МВт и годовым производством электричества 2 млрд  кВт⋅ч в год (КИУМ ≈12 %). Для снабжения водой ГЭС Шандолин, Фионней, Нендаз и Бьедрон используются три водовода, вода после станций поступает в реку Рона.
Насосные станции, гидроэлектростанции и плотины формируют комплекс Клезон-Диксенс. Так как система использует насосные станции для дополнительного снабжения водой, она, в её современном состоянии, является комбинированным вариантом ГЭС и ГАЭС.

## История
Energie Ouest Suisse («EOS») была образована в 1922 году на основе нескольких небольших гидроэлектростанций. Преследуя цели производства достаточно большого количества электроэнергии, планы будущих гидропроектов «EOS» сосредоточились в кантоне Вале, который содержит 56 % ледников Швейцарии, что делает его обладателем самого большого хранилища пресной воды на европейском континенте. В 1927 году «EOS» получил лицензию на работы в верхнем бассейне реки Диксенс. В 1929 году 1200 рабочих начали строить первую плотину Диксенс, которая была завершена в 1935 году. Эта плотина снабжала водой ГЭС Шандолин установленной мощностью 120 МВт.
Рост промышленности после Второй мировой войны привёл к увеличению потребления электроэнергии, что стало побудительной причиной сооружения плотины Клезон в период с 1947 по 1951 гг. Строительство современной плотины Диксенс осуществлялось «Гранд Диксенс СА», дочерней компанией «EOS», работы были начаты в 1950 году. В 1964 году 3000 рабочих закончили заливку 6 млн кубометров бетона, завершив плотину. В 1957 году первая плотина Диксенс была затоплена водохранилищем, сформированным новой плотиной, но выступает из воды при низком уровне нового водоема.
В 1980-х годах, «Гранд Диксенс СА» и «EOS» начали проект Клезон-Диксенс, который увеличил количество производимого компанией электричества более чем в два раза, путём ввода новой высоконапорной ГЭС Бьедрон и новой системы водоводов для этой ГЭС.

## Гидроэлектростанции

### Шандолин
ГЭС Шандолин была электростанцией, построенной для первой плотины Диксенс, но используется после затопления первой плотины, потребление воды производится из нового водохранилища Дикс. ГЭС является наименее мощной из четырёх станций, использует пять ковшовых турбин общей мощностью 120 МВт, работающих при расчетном напоре 1748 м.

### Фионней
ГЭС Фионней получает воду от плотины Гранд-Диксенс посредством 9-километрового тоннеля со средним наклоном 10°. После уравнительного резервуара в водохранилища Лувье тоннели переходят в водоводы с наклоном 73° и общим падением 800 м. Система позволяет пропуск 45 м³/сек воды, которые используются шестью ковшовыми турбинами общей мощностью 290 МВт.

### Нендаз
ГЭС Нендаз использует воду, поступающую от ГЭС Фионней. Система доставки воды к электростанции включает в себя 16-ти км тоннель, который ведёт в уравнительную камеру Перуа (фр. Péroua) на 1000 м выше ГЭС Нендаз. Станция Нендаз использует шесть ковшовых турбин общей мощностью 390 МВт и расходом 45 м³/сек и является второй ГЭС в Швейцарии по мощности после Бьедрон.

### Бьедрон
ГЭС Бьедрон использует систему водоводов от плотины Гранд-Диксенс с общим падением 1883 м. Поступающая вода используется тремя ковшовыми турбинами суммарной мощностью 1269 МВт. ГЭС является самой молодой во всем комплексе, строительство осуществлялось в период с 1993 по 1998 гг., стоимость строительства составила US$1,2 млрд.

## Рекордные показатели гидрокомплекса
Железобетонная гравитационная плотина Гранд-Диксенс имеет высоту от основания 285 м, что по состоянию на 2011 год делает её самой высокой гравитационной бетонной плотиной в мире. ГЭС Бьедрон является обладателем сразу нескольких мировых рекордов — она обладает самым большим расчетным напором, при котором работают турбины (1883 м), самыми мощными ковшовыми турбинами (3 × 423 МВт) и самой большой выходной мощностью генераторов (35,7 МВА). На 2011 год Бьедрон является самой крупной ГЭС на территории Швейцарии по общей мощности установленных генераторов.

## Фотогалерея плотины Гранд-Диксенс
- Карта водохранилища.
- Расположение бетонных блоков в теле плотины,
(в порядке их заливки в 1953—1961 гг)
- Вид на плотину снизу.
- Одна из галерей в теле плотины.
- Вид с гребня плотины на долину внизу.
- Вид сбоку.
- Водохранилище с гребня плотины.
- Долина ниже плотины.
- Плотина в зимний период 2000 года.
- Водохранилище с одного из ледников.
- Вид плотины от её основания.
- Фотография водохранилища и плотины с высоты 3100 м.

## Аварии и происшествия

### 12 декабря 2000
ГЭС Бьедрон в 2000 году была выведена из эксплуатации после аварии на одном из снабжающих водоводов, повторно была введена в эксплуатацию в 2009—2010 годах.